# Metapioplasta pergratiosa
Metapioplasta pergratiosa är en fjärilsart som beskrevs av Emilio Berio 1937. Metapioplasta pergratiosa ingår i släktet Metapioplasta och familjen nattflyn. Inga underarter finns listade i Catalogue of Life.